# زباد ريحاوي
الزباد الريحاوي (باللاتينية: Pallenis hierichuntica) نوع نباتي يتبع جنس الزباد من الفصيلة النجمية.

## الموئل والانتشار
موطنه كل مناطق الوطن العربي المتوسطية من بلاد الشام ومصر والمغرب العربي.

## مرادفات للاسم العلمي
- (باللاتينية: Saulcya hierichuntica Michon)
- (باللاتينية: Asteriscus hierichunticus (Michon) Wiklund)
- (باللاتينية: Asteriscus pygmaeus (DC.) Coss. & Durieu)
- (باللاتينية: Odontospermum pygmaeum (DC.) O. Hoffm.)
- (باللاتينية: Asteriscus aquaticus var. pygmaeus DC.)